# Broniszów (Sainte-Croix)
Pour les articles homonymes, voir Broniszów.
Broniszów est une localité polonaise de la gmina de Kazimierza Wielka, située dans le powiat de Kazimierza en voïvodie de Sainte-Croix.